# زنان نامهربان
زنان نامهربان یا خانومان نامهربان (هانگول: 착하지 않은 여자들; RR: Chakhaji Anheun Yeojadeul) یک مجموعه تلویزیونی کره جنوبی، سال ۲۰۱۵ است. بازیگران این سریال کیم هی جا، چه شی را، دو جی وون و لی‌ها نا می‌باشد. این سریال به تعداد ۲۴ قسمت، از ۲۵ فوریه تا ۱۴ مه ۲۰۱۵ در روزهای چهارشنبه و پنجشنبه ساعت ۲۱:۵۵، در شبکه کی‌بی‌اس۲ پخش شد.

## خلاصه داستان
داستان سه نسل از زنهاست و درگیری‌هاشون در مورد مسائلی مثل عشق و موفقیت و شادی..
کیم هیون سوک یک دختری دبیرستانی است و توسط معلم شیطانی اش نامال نیون از مدرسه اخراج می‌شود، بعد از آن هیون سوک با یک معلم ازدواج می‌کند و صاحب دختری به اسم جانگ ماری می‌شود که همچنین نامال نیون یک پسری به اسم لی رو اوه دارد.
لی رو اوه یک استاد شمشیربازی و جانگ ماری یک معلم تربیت بدنی یک مدرسه است. لی رو اوه و جانگ ماری عاشق هم می‌شوند و ...... 

## بازیگران

### بازیگران اصلی
- کیم هی جا در نقش کانگ سون اوک
- چه شی را در نقش کیم هیون سوک[۴][۵]
- ‌ها سیونگ ری در نقش جوانی هیون سوک
- دو جی وون در نقش کیم هیون جونگ
- لی‌ها نا در نقش جانگ ماری

### بازیگران نقش مکمل
- چانگ می هی در نقش جانگ مو ران
- لی سون جه در نقش چول هی/یانگ می نام
- سونگ جه ریم در نقش لی رو اوه
- کیم هی یون در نقش آه جونگ می
- پارک هیوک وون در نقش جانگ گو مین
- سئو یو سوک در نقش نا هیون آ/نا مال نیون
- کیم جی سوک در نش لی دو جین
- چه سانگ وو در نقش گوک یونگ سو
- چویی جانگ وو در نقش هان چونگ گیل
- سون چانگ مین در نقش لی مون هاک
- کیم مین یانگ در نقش یانگ جونگ می
- جانگ جی سون در نقش سان دونگ ته
- جی یی سو در نقش جه کیونگ
- جانگ کیونگ در نقش دوست جانگ ماری
- لی سیونگ هیون در نقش نا بو گیل

### بازیگراننقش کم
- جو جونگ هیوک در نقش دانش آموز ماری ،(قسمت ۱)
- لی سانگ یون در نقش تاپ استار (قسمت ۳)
- لی سیونگ یون در نقش مجری جونیور (قسمت ۸)
- لی سانگ جون در نقش نوازنده پیانو (قسمت ۱۹)

## جوایز و نامزد ها
| سال  | جایزه                 | رتبه                                            | دریافت کننده | نتیجه    |
| ---- | --------------------- | ----------------------------------------------- | ------------ | -------- |
| 2015 | 4th APAN Star Awards  | Top Excellence Award, Actress in a Serial Drama | چه شی را     | نامزدشده |
| 2015 | 4th APAN Star Awards  | Best Supporting Actress                         | دو جی ون     | نامزدشده |
| 2015 | 29th KBS Drama Awards | Top Excellence Award, Actress                   | چه شی را     | برنده    |
| 2015 | 29th KBS Drama Awards | PD Award                                        | کیم های جا   | برنده    |

## امتیازها
| قسمت #  | تاریخ پخش اصلی | میانگین سهم مخاطبان | میانگین سهم مخاطبان   | میانگین سهم مخاطبان | میانگین سهم مخاطبان   |
| قسمت #  | تاریخ پخش اصلی | TNmS امتیازات       | TNmS امتیازات         | AGB Nielsen         | AGB Nielsen           |
| قسمت #  | تاریخ پخش اصلی | Nسراسر کشور         | منطقه پایتخت ملی سئول | سراسر کشور          | منطقه پایتخت ملی سئول |
| ------- | -------------- | ------------------- | --------------------- | ------------------- | --------------------- |
| ۱       | ۲۵ فوریه ۲۰۱۵  | ۸٫۸٪                | ۱۰٫۳٪                 | ۹٫۱%                | ۹٫۴%                  |
| ۲       | ۲۶ فوریه ۲۰۱۵  | ۸٫۹٪                | ۱۰٫۴٪                 | ۹٫۸٪                | ۱۰٫۲٪                 |
| ۳       | ۴ ماری ۲۰۱۵    | ۱۰٫۱٪               | ۱۳٫۰%                 | ۱۱٫۸٪               | ۱۲٫۲٪                 |
| ۴       | ۵ مارس ۲۰۱۵    | ۹٫۵٪                | ۱۲٫۸٪                 | ۱۱٫۵٪               | ۱۲٫۷٪                 |
| ۵       | ۱۱ مارس ۲۰۱۵   | ۹٫۱٪                | ۱۱٫۸٪                 | ۱۲٫۰٪               | ۱۳٫۱٪                 |
| ۶       | ۱۲ مارس ۲۰۱۵   | ۹٫۵٪                | ۱۱٫۹٪                 | ۱۲٫۲٪               | ۱۳٫۳٪                 |
| ۷       | ۱۸ مارس ۲۰۱۵   | ۹٫۶٪                | ۱۲٫۲٪                 | ۱۲٫۱٪               | ۱۲٫۴٪                 |
| ۸       | ۱۹ مارس ۲۰۱۵   | ۹٫۵٪                | ۱۲٫۵٪                 | ۱۳٫۷%               | ۱۴٫۷٪                 |
| ۹       | ۲۵ مارس ۲۰۱۵   | ۹٫۸٪                | ۱۱٫۳٪                 | ۱۲٫۸٪               | ۱۳٫۹٪                 |
| ۱۰      | ۲۶ مارس ۲۰۱۵   | ۱۰٫۳٪               | ۱۱٫۷٪                 | ۱۲٫۹٪               | ۱۳٫۸٪                 |
| ۱۱      | ۱ آوریل ۲۰۱۵   | ۹٫۹٪                | ۱۲٫۰٪                 | ۱۱٫۹٪               | ۱۲٫۱٪                 |
| ۱۲      | ۲ آویل ۲۰۱۵    | ۱۰٫۶%               | ۱۲٫۳٪                 | ۱۳٫۷%               | ۱۵٫۱%                 |
| ۱۳      | ۸ آوریل ۲۰۱۵   | ۱۰٫۵٪               | ۱۱٫۹٪                 | ۱۳٫۶٪               | ۱۴٫۰٪                 |
| ۱۴      | ۹ آوریل ۲۰۱۵   | ۱۰٫۴٪               | ۱۲٫۴٪                 | ۱۲٫۷٪               | ۱۳٫۴٪                 |
| ۱۵      | ۱۵ آوریل ۲۰۱۵  | ۱۰٫۰٪               | ۱۱٫۵٪                 | ۱۲٫۱٪               | ۱۲٫۳٪                 |
| ۱۶      | ۱۶ آوریل ۲۰۱۵  | ۹٫۴٪                | ۱۱٫۵٪                 | ۱۲٫۲٪               | ۱۲٫۸٪                 |
| ۱۷      | ۲۲ آوریل ۲۰۱۵  | ۹٫۸٪                | ۱٫۹٪                  | ۱۲٫۱٪               | ۱۲٫۷٪                 |
| ۱۸      | ۲۳ آوریل ۲۰۱۵  | ۸٫۸٪                | ۹٫۸%                  | ۱۲٫۴٪               | ۱۳٫۹٪                 |
| ۱۹      | ۲۹ آوریل ۲۰۱۵  | ۸٫۵%                | ۹٫۹٪                  | ۱۱٫۴٪               | ۱۱٫۸٪                 |
| ۲۰      | ۳ آوریل ۲۰۱۵   | ۹٫۷٪                | ۱۰٫۹٪                 | ۱۱٫۲٪               | ۱۱٫۸٪                 |
| ۲۱      | ۶ مه ۲۰۱۵      | ۹٫۸٪                | ۱۱٫۵٪                 | ۱۲٫۶٪               | ۱۳٫۶٪                 |
| ۲۲      | ۷ مه ۲۰۱۵      | ۹٫۱٪                | ۱۰٫۴٪                 | ۱۱٫۵٪               | ۱۱٫۹٪                 |
| ۲۳      | ۱۳ مه ۲۰۱۵     | ۹٫۷٪                | ۱۱٫۱٪                 | ۱۲٫۲٪               | ۱۳٫۴٪                 |
| ۲۴      | ۱۴ مه ۲۰۱۵     | ۹٫۷٪                | ۱۱٫۶٪                 | ۱۲٫۰٪               | ۱۲٫۹٪                 |
| میانگین | میانگین        | ۹٫۶٪                | ۱۱٫۵٪                 | ۱۲٫۱٪               | ۱۲٫۸٪                 |